# Dinofelis
Dinofelis là một chi của mèo răng kiếm tuyệt chủng thuộc bộ lạc Metailurini. Họ là phổ biến ở châu Âu, châu Á, châu Phi và Bắc Mỹ ít nhất 5 triệu đến khoảng 1,2 triệu năm trước (Pliocen để Pleistocen sớm). Hóa thạch rất giống với Dinofelis từ Lothagam dao trở lại Miocen muộn, khoảng 8 triệu năm trước.